# 江川卓 (野球)
江川 卓（えがわ すぐる、1955年5月25日 - ）は、福島県いわき市出身の元プロ野球選手（投手、右投右打）、野球解説者・野球評論家、YouTuber。

## 概要
作新学院時代は公式戦でノーヒットノーラン9回、完全試合2回、36イニング連続無安打無失点、県予選合計被安打2での夏の甲子園出場、選抜高等学校野球大会における一大会通算最多奪三振60個および8者連続奪三振、春夏通じた甲子園における奪三振率14.0。
法政大学時代は東京六大学野球リーグ時代の17完封など、2020年まで破られていなかった数々の記録を作り、「怪物」と呼ばれた。
また、日本プロ野球史上6人目・20世紀最後・昭和最後の投手5冠に輝くなどの実績を残し、巨人のエースにとどまらず、1980年代の日本プロ野球、セ・リーグを代表する投手としても活躍した。

## 経歴

### 出生から中学時代
出生は福島県で、幼少期をいわき市で3歳まで過ごす。その後、鉱山技師であった父親の仕事の関係で少年時代を静岡県磐田郡佐久間町大井（浜松市天竜区）で過ごす。父は江川の出生前から長男をプロ野球選手にしたいと思っていたというが、特に野球の練習を強いられることはなく、同年代の男子と同様にバットやグローブを与えられ、ごく自然に野球を覚えた。ただ、父は折に触れ何気なく息子を野球に仕向けていた。佐久間町立佐久間小学校在学時代、父の真似をして天竜川へ石を投げたところ、大人の飛距離に遜色なく対岸に届いた。以来、江川は天竜川で石を遠投することを日課とし、これにより地肩が鍛えられることとなった。
佐久間町立佐久間中学校では野球部に所属。当初は控え投手を兼ねた外野手であったが、1年生の秋から近所の学校との試合で好投したことをきっかけに正式な投手となる。中学2年生のとき、父の転勤により栃木県小山市に転居。「野球の恩師は小山中学3年のときの赤池先生です。スリークォーターのピッチングを上から投げるように言われ、その途端スピードが出るようになりました」と後の江川は述懐している。この小山市立小山中学校で県大会優勝、また、栗本中学を相手に早くもノーヒットノーラン試合を記録している。高校は小山高、日大一高、日大三高などいくつかの高校から勧誘があったが、東京六大学野球の早慶戦に出る夢もあり進学コースのある作新学院に入学する。

### 高校時代
高校在学中は作新学院のエースとして、バックスピンがよくかかった快速球と縦に大きく割れるカーブを武器に、公式戦でノーヒットノーラン9回、ノーヒットノーラン無四死球試合4回、完全試合2回、20完封、36イニング連続無安打無失点、1試合（9イニング当たり）平均被安打2.6（投球回数354、被安打103(被本塁打0)）、防御率0.41（投球回数354、自責点16）、県予選合計被安打2での夏の甲子園出場、選抜高等学校野球大会における1大会通算最多奪三振60および8者連続奪三振、春夏通じた甲子園における奪三振率14.0、練習試合含めて145イニング連続無失点など、数々の記録を残している。その超高校級の実力と耳の大きな顔が漫画『怪物くん』の主人公に似ていることから「怪物くん」「怪物江川」と呼ばれ、日本中の注目を集めた。記録の多くが、他の追随を許さない次元の異なるレベルにあることから、日本高校球界史上最高の投手との呼び声も高い。
なお、江川の同僚にはのちにラジオ日本のアナウンサーとなった染谷恵二がおり、江川のブルペン捕手も務めていたが、染谷は高校野球部入部直後に退部している。

#### 高校1年
1971年、第53回全国大会栃木県予選2回戦（対足尾戦）を救援で5回無安打無四球7奪三振のパーフェクトリリーフで高校生として初登板初勝利を飾った。次戦の3回戦（対足利工大付戦）では3年生、2年生の先輩投手がいる中で初先発、8回を3安打零封し5対0の中、9回を後続投手に譲っている。さらに7月23日の準々決勝（対烏山戦）でも先発、栃木県高校野球史上初の快挙となる完全試合を達成し、1年生ながら早くも格の違いを見せた。準決勝（対宇都宮商戦）は先発するも延長11回無死から四球を与えたところで降板、直後に後続投手が打たれ、甲子園出場はならなかった。
その年の秋、第24回秋季関東地区大会栃木県予選では4試合に登板、30回を投げて2失点37奪三振、防御率0.67。1回戦では北関東高校球界で、江川、鈴木孝政（1972年のドラフト1位で中日に入団）とともに、速球投手三羽ガラスと言われた石田真（1972年のドラフト1位で阪急に入団）を擁する足利工と激突。7回まで両者譲らず0対0だったが、8回に作新学院が2点を先取。江川は8回に1死球を与えるも後続を打ち取り、ノーヒットノーラン試合で足利工を下した。決勝の宇都宮学園戦では3安打11奪三振完封勝ちし、栃木県大会を優勝した。
関東大会に駒を進め、1回戦前橋工戦に先発。群馬県大会優勝校を相手に4回までの12個のアウトのうち三振以外が2個だけ（1回二死から4回まで10者連続奪三振）で無安打無失点、フェアグランド内にボールが飛んだのはセーフティーバントによる投ゴロだけという高校入学以来最高の出来と思われる投球で圧倒した。「僕の投げたボールがヒューッと浮いていくのがマウンドから見えたんです。ボールが"浮く"というイメージを持った初めての瞬間でした」と後の江川が述懐している。また、この日5番に入った江川はチームでただ1人2安打（2打数）を放った。しかし、5回表の3打席目で前橋工・小池投手より頭部死球を受け、耳から血を出して意識を失い退場（そのまま入院）。5回裏に後続投手が打たれて敗退。

#### 高校2年
1972年夏、第54回全国大会栃木県予選の2回戦（対大田原戦）、3回戦（対石橋戦）、準々決勝（対栃木工戦）と3試合すべてでノーヒットノーラン試合（うち3回戦の対石橋戦では完全試合）を達成。27回を投げて被安打0、47奪三振（対大田原戦13奪三振、石橋戦17奪三振、栃木工戦17奪三振）、奪三振率（一試合9イニング平均奪三振数）15.7という圧倒的な記録で準決勝に進んだ。また、この準々決勝の栃木工戦では9回表まで0対0であったが、9回裏自らのサヨナラヒットで勝利するなど投打でチームを牽引した。
この大会4試合目となる準決勝対小山戦も10回二死まで無安打無失点に抑えていたが、味方打線が1点も取れず、延長11回裏、サヨナラスクイズによって0対1で敗れ、15奪三振の力投を見せるも夏の甲子園出場はならなかった。この大会で江川が作った公式戦36イニング連続無安打無失点記録は日本高校野球記録である。なお、4試合での作新学院のチーム打率は.261（138打数36安打）だったが、江川は.333（15打数5安打）と打撃でも一人気を吐いている。
その実力とは対照的に1年夏、2年春、夏の悲劇的な内容での敗戦は地元で大きな話題となった。当時、江川は甲子園に出場したこともなく全国的には無名の2年生投手であったにもかかわらず、この栃木県予選準決勝での敗退は朝日新聞、読売新聞、毎日新聞などの全国紙だけでなく、全国の地方紙（例：長野県の信濃毎日新聞等）でも掲載されている。また、この実績から「栃木にはとんでもない投手がいる」「相手校はバントもできず三振の山を築いている」「栃木に怪物江川あり」と全国に知れ渡り、江川との練習試合の対戦希望が殺到。
江川自身は「球の速さで言えば、甲子園に何とか出ようと思って一生懸命投げていた、高校1年の秋から2年生の夏ぐらいまでが、生涯で一番速かったんじゃないかと思います」と後に述懐している。
同年秋の第25回秋季関東地区大会栃木県予選、翌年の春の甲子園に向けての初戦となる1回戦（対那須戦）は5回まで投げ、15アウトのうちの14アウトを三振で奪う快投を見せ無安打零封、6回以降を後続投手に譲っている。2回戦（対足利工戦）は9回2安打15奪三振完封勝ち。準決勝（対宇都宮戦）は6回2安打6奪三振零封、7対0となったところで降板。決勝（対烏山戦）も9回2安打10奪三振完封勝ち。合計4試合に登板し、29回6安打無失点45奪三振、2試合完封、奪三振率14.0で栃木県大会を優勝した。
関東大会に駒を進めての1回戦では群馬県大会優勝校の強豪・東農大二と対戦した。この試合でも、2回二死から5回二死まで9者連続奪三振、6回まで投げて13奪三振1安打零封と強豪・東農大二を圧倒した。
次戦の準決勝は70年代前半から「黒潮打線」と呼ばれ強打で鳴らした千葉県大会優勝校の強豪・銚子商と対戦した。この関東大会は千葉銚子球場で行われたが、野球熱が高い地域であることに加え、地元強豪の銚子商が出場するということで試合前から満員のスタンドは銚子商応援一色となった。しかし、試合が始まると江川の桁外れの凄さに球場全体が静まりかえる異様なムードに包まれた。1965年夏の全国高校野球大会で準優勝し、木樽正明投手（のちロッテ）を育てた銚子商の名将・斎藤監督はこの日初めて江川と対戦したが、最初の打者への投球内容を見て「これは完全試合をやられるかもしれない」、2回二死から四球をとり「その時は内心ホッとしました。とりあえず完全試合は免れましたから」と後に語っている。終わってみれば、銚子商随一の強打者、4番・飯野から3打席3三振を奪うなど、強打の銚子商打線をまったく寄せ付けず、1安打完封20奪三振、外野に飛んだ飛球は2本だけ、銚子商はノーヒットノーラン試合を逃れるのが精一杯というほどの完敗であった。
続く決勝では強力打線と好投手・永川英植（1974年のドラフト1位でヤクルトに入団）を擁する神奈川県大会優勝校で東の横綱とも称された横浜と対戦した。強豪の東農大二、銚子商に対して2試合で15回2安打無失点33奪三振、奪三振率19.8と圧倒的な力で勝ち上がってきた江川に対して、強打の横浜は三振を取られまいとバットを一握り短く持って初球から積極的にバットにボールをあてにくる戦法をとった。しかし、それでも江川に対して歯が立たず、江川は16三振を奪い、無四球完封で関東大会を優勝した。また、この大会3試合で3番に入った江川は、12打数7安打、打率.583、6打点、2三塁打、2四球と打撃でも中心選手としてチームの勝利に大きく貢献した。
秋季大会（栃木県大会と関東大会）の成績は7戦全勝、53投球回、無失点、被安打12、奪三振94、奪三振率16.0。新チーム結成以来、練習試合を含む23戦全勝負けなし、140イニング連続無失点で、春の選抜大会に乗り込むこととなった。
なお、この関東大会決勝で無四球16三振完封負けと、江川に対してまったく手も足も出なかった横浜は同じく春の選抜大会に出場しているが、この大会で出場校最多となる3本塁打、特に小倉商戦では選抜大会史上初となるサヨナラ満塁本塁打、決勝では広島商の好投手・佃正樹（のち法大→三菱重工広島）から13安打を打つなど強打で他校を圧倒して優勝。

#### 高校3年
1973年春の第45回選抜大会は「江川のための大会」ともいわれた大会となった。初戦は秋季大阪大会で優勝し、出場校30校中トップのチーム打率.336を誇る優勝候補の一角、強打の北陽高校（大阪）で大会屈指の好カードとなった。北陽・高橋監督は、「江川江川というが、まだ高校生。ウチの打線は今が絶好調。ぶんぶん振り回して江川に向かって行きますよ」と開会式前のインタビューで語っている。
3月27日、第1日目第1試合。初めて甲子園球場という全国区に姿を現した「怪物江川」を見ようと、全国の多くの高校野球ファンがテレビに釘付けとなった。また、江川見たさと開幕直後の地元強豪・北陽戦とあって、甲子園球場は超満員5万5千人に膨れ上がった。マウンドに上がった江川がウォーミングアップで投げた1球目、大観衆はその球速に「ウォー」と大きくどよめいている。江川は強打者揃いの北陽打線を圧倒、1回の北陽の攻撃では選手のバットにボールを一度も触れさせずに3者連続三振を奪った。続く2回の先頭打者も1球もボールに当てることができず三振。1番・冠野から2番・慶元（のちクラウン→西武→近鉄）、3番・広瀬、4番・藤田と続く北陽が誇る強力上位打線が、1人もバットにボールをかすらせることすらできず、観衆は驚嘆し、甲子園球場は異様な静けさに包まれた。次の5番・有田（のち近鉄）がこの試合23球目に初めてバットにボールを当てると（バックネット一塁側へのファウル）、有田に対して超満員の観客から大きな拍手が巻き起こっている（この拍手は江川を紹介するメディアで必ずと言っていいほど取り上げられる逸話となっている）。初回先頭打者から4回二死までアウト11者連続奪三振、秋季大会で打率4割2分・3本塁打・21打点の成績を残した北陽ナンバーワン強打者、4番・藤田からは4打席4奪三振（すべてスイングアウトでの三振）、最終イニング9回も2番・慶元からの好打順に対して、3者連続奪三振。結局、この試合を19奪三振完封勝ちと、鮮烈な甲子園デビューを飾った。試合後のインタビューで北陽・高橋監督は「生徒にはまっすぐを狙わせたが、スピードがありすぎてバットに当たろうともしなかった。途中から作戦を変えて、短打打法に切り替えたが、全くだめだった」と語っている。
この試合以降、この選抜大会は江川一色の大フィーバーとなった。江川が登板する日は、江川を一目見ようと甲子園周辺一帯が数千人のファンで埋め尽くされて身動きできない状態となり、警官数十人が警備にあたったが、それでもバスから降りた江川らが甲子園球場になかなか入れないくらいの大混乱状態が続いた。ちなみに、江川の前に19三振完封負けとなった北陽はこの年の夏の甲子園にも出場しているが、ここでベスト8になっている。
2回戦で江川と当たる小倉南（福岡）の重田監督とナインは、この1回戦・作新学院対北陽戦を甲子園のスタンドから観戦した。ここで出場校一とも言われた強打・北陽打線が江川に圧倒された試合を見て、このままでは勝てないと考え、江川対策を練った。3月31日の2回戦、小倉南は選手全員がバットをふた握りも短く持って登場し、初球から徹底した短打とバント戦法で江川に食い下がり、スタンドがどよめいた。しかし、安打は3回の三塁前のバントヒット1本のみで、7回10奪三振と江川が圧倒、8対0と大量リードしたため、8回以降を後続投手に譲っている。
4月3日の準々決勝では、秋季愛媛県大会優勝、四国地区大会でも優勝し、優勝候補の一角と言われた今治西（愛媛）と対戦した。この今治西に対しても江川は速球、変化球ともに冴え、「怪物」ぶりを発揮した。7回二死までヒットはおろか1人の走者も許さず14奪三振、完全試合の期待も高まったが、その直後に中前打された。しかし、その後は8回・9回の6アウトを6者連続奪三振に切って取り、結局、8者連続を含む毎回の20奪三振で1安打完封。フェアグランド内にボールを打ち返せたのは2番～5番打者だけで、1番、6番～9番打者はフェアグランド内にボールを打ち返すことすらできず、15アウト15三振（1番4三振、6番3三振、7番3三振、8番2三振、9番3三振）、この試合、外野に飛んだ飛球は初回の右飛と2回の左飛の2本だけと圧倒的な力の差を見せつけた。この試合での8者連続奪三振は、1926年（大正15年）夏に和歌山中学・小川正太郎が達成した夏の大会記録（当時）に並ぶもので、春の大会としては史上最多記録。試合後のインタビューで今治西・矢野監督は「選手にバットを短く持って当てていくように指示したが、どうしても打てなかった。もう一度対戦しても打てませんね。選手には内緒ですが、完全試合にならなくてホッとしましたよ」と語っている。ちなみに、江川の前に1安打20三振の今治西はこの年の夏の甲子園にも出場し、ベスト4になっている。
北陽19奪三振、小倉南10奪三振に続いて、強豪・今治西を1安打20奪三振で一蹴し、3試合25回を投げて被安打6、無失点、49奪三振、奪三振率17.6。その圧倒的な力にメディアも「江川をどのチームが破るのか」という興味から、「いったい江川は大会通算いくつの三振を奪って優勝するのか」という興味に変わるほどであった。
4月5日の準決勝は広島県代表の試合巧者・広島商（後年広島に入団する達川光男が在籍）。広島商・迫田監督は試合前のインタビューに「他のチームのことは一切考えなかった。江川をいかに崩すか。それだけを頭に描いて選手を鍛えてきた」と語っている。試合では選手に「江川もこれが甲子園4試合目で疲れている。一人最低5球を投げさせろ」と指示した。具体的には全選手が高めの球には一切手を出さず、バッターボックスのホームベース寄りに立って内角の球を投げ難くさせるとともに、徹底してバットを短く持ち、外角低めの球に的を絞ってファウルを打つことにより、投球数を増やして江川の精神面を崩す作戦に出た。江川は8回を投げて（完投）、被安打2（ポテンヒットと内野安打）、毎回の11奪三振と、ほぼ完璧な投球だったが、5回までに104球を投げさせられている。広島商は5回裏二死後、四球で出塁の達川を二塁に置いて、右打者のエース・佃は江川の外角高めの速球に振り遅れてどん詰まり、完全に打ち取られた打球だったが、ふらふらと上がった小フライが一塁手後方ライト前にポトリと落ちるポテンヒットとなり（これがチーム初安打）、達川が生還、江川に140イニングぶりの失点を与えた。さらに、広島商は1対1で迎えた8回裏二死一・二塁から無謀とも思えるダブルスチールを敢行、予期せぬ動きに慌てた小倉捕手（のち早大→自由民主党衆議院議員）の三塁悪送球を誘い、二塁走者の金光興二（のち法大→三菱重工広島→広島商監督→法大監督）がホームを踏んで2点目を奪い、作新学院は1対2で敗れ、ベスト4で敗退。
江川はこの大会で通算60奪三振を記録。1930年（昭和5年）選抜優勝の第一神港商・岸本正治の作った54奪三振の従来記録を43年ぶりに塗り替えた。この選抜大会60奪三振の記録は2022年現在でもなお破られていない。
同年7月、第55回夏の甲子園全国大会栃木県予選が行われた。通常、県予選の初戦は多くの場合、両校の応援団や関係者、一部の高校野球ファンが観戦する程度で球場の外野応援席はガラガラとなることが多いが、作新学院の初戦となる2回戦（対真岡工戦）では、怪物・江川を一目見ようと球場は2万人の大観衆で超満員となった。以降も作新学院の試合がある日は、江川見たさに来る車が宮城や東京、愛知などの県外を含めて5000台以上にもなり、球場周辺一帯の道路は試合当日朝から大渋滞で完全に交通マヒとなり、40人以上の警察官が動員された。また、急遽隣接する軟式野球場を解放して臨時駐車場とするなど、関係者も対応策に追われた。江川は2回戦（対真岡工戦）、3回戦（対氏家戦）とノーヒットノーランで勝利、続く準々決勝（対鹿沼商工戦）も1安打完封と圧巻な内容を見せた。好カードとなった準決勝の対小山戦は地方予選としては異例の徹夜組が約100人現れる事態となったが、この対小山戦も1安打完封と圧倒。さらに決勝の対宇都宮東戦は前日は雨にもかかわらず徹夜組が150人以上となったが、この決勝もノーヒットノーランと力で相手校を圧倒。
結局、江川が登板した栃木県予選5試合のうち、2回戦（対真岡工戦）、3回戦（対氏家戦）、決勝（対宇都宮東戦）の3試合でノーヒットノーランを達成。特に3回戦の氏家戦、決勝の宇都宮東戦では無四球ながら振り逃げ、失策と味方守備の乱れで走者を許し、完全試合を逃している。残りの2試合、準々決勝（対鹿沼商工戦）、準決勝（対小山戦）も1安打ずつしか許しておらず、県予選5試合を3試合ノーヒットノーラン、無失点、被安打2、70奪三振、防御率0.00、奪三振率14.0、練習試合を含め140イニング連続無失点という、まさに天下無敵の状況で夏の甲子園に乗り込むこととなった。なお、この大会で江川が作った都道府県予選合計被安打2での夏の甲子園出場は高校野球史上いまだに破られていない最少記録である。
ちなみに、江川は1年生から3年生の間に夏の甲子園栃木県予選に13試合登板しているが、そこでノーヒットノーランを7回（うち1試合は完全試合）記録している（1年時4試合登板ノーヒットノーラン1回、2年時4試合登板ノーヒットノーラン3回、3年時5試合登板ノーヒットノーラン3回）。
夏の甲子園に再び怪物江川現る、ということで開幕前から全国の高校野球ファンのその投球に期待が高まった。組み合わせ抽選会で作新学院注目の初戦は柳川商（福岡）となった。春の甲子園大会以降、江川の実力を知る全国の有力校は江川を攻略しないと全国優勝はないと、作新学院・江川を徹底的にマークしており、柳川商の名将・福田監督（柳川商野球部を23年間率いて9回甲子園に出場）も組み合わせ抽選会後の報道陣のインタビューに対して、「江川江川と騒ぎなさんな。キャッチャーが捕れるやないか。バットに当てられないわけがない。秘策がありますよ」と語っている。
同年8月9日、1回戦の対柳川商戦（福岡）は、江川を見るために全国のファンがテレビに釘付けになり、電力供給不足のリスクから関西電力が大手会社にエスカレーターと冷房のストップを要請する事態となった。柳川商は対作新学院・江川向けの奇策として、攻撃面では4番・徳永利美（のち法大→新日鉄）以外の選手全員がバントの構えからヒッティングに出る「プッシュ打法」、いわゆるバスター打法を徹底した。江川の速球の球威に負けないよう、バットをふた握りほど短く持ち、しかもバットを握る両手を離して打つようにして必死にくらいつき、観衆がどよめいた。江川はこの打線に対しても5回までに15アウトのうちの10アウトを三振で奪って圧倒したが、6回表、ついに146イニングぶりの1失点を喫した。7回裏に作新学院は同点に追い付いたが、柳川商は作新学院向けに守備面でも奇策を見せた。栃木県予選チーム打率が.204と、およそ県予選優勝校とは思えない作新学院打線を知る柳川商は、9回裏1対1、作新学院一死満塁サヨナラ場面で、なんと中堅手を三塁手と投手の間に守らせる超変則内野手5人（投手、捕手を除く）シフトを敷いた。甲子園史上初めて目にするこの内野守備陣形に大観衆は驚嘆して大きくどよめいた。作新学院は2番打者がヒッティングに出たが、ゴロになった打球は投手右横にいた中堅手のグラブに当たって三塁手前に転がり、三塁手が本塁封殺。次打者の3番・江川はレフトフライに倒れ、延長戦に突入している。さらに、延長12回裏一死満塁で同じく5人内野手シフトで投手ゴロ本塁封殺。14回裏一死三塁の場面でも、同じく5人内野手シフトで、狙い通り内野ゴロをその中堅手がさばき、打者走者をアウトにして切り抜けるなど、徹底した守りで作新学院に得点を許さず、江川に食い下がった。試合は延長15回の激闘の末、作新学院が2対1でサヨナラ勝ち。江川は6回失点以後も柳川商を圧倒し続け、7回以降零封11三振を奪い（失点した6回も2奪三振）、結局この試合を1失点完投、15回の参考記録ながら大会史上2位の23奪三振を記録している。また、この試合から38年後、福田監督は「江川君に対して試合前にホラを吹いて申し訳なかった。江川君は最高のピッチャーでした」と語っている。
8月16日、2回戦の相手は千葉県代表の銚子商（後年巨人で江川の同僚となる篠塚利夫が在籍）。この日は平日の木曜日にも関わらず、テレビのある場所はどこも試合を見ようという黒山の人だかりができ、江川人気の高さを見せつけた。しかし、銚子商の好投手・土屋正勝（のち中日）を相手に、作新学院打線はここでも点が取れず、0対0のまま延長戦に突入。試合途中から降り出した雨はその後勢いを増し、12回裏の銚子商の攻撃が始まる頃にはバケツをひっくり返したような土砂降りとなった。強い雨でポケットに入れたロージンも固まってしまう中、濡れたボールが滑り、制球を乱した江川は12回裏一死満塁のピンチを招くと、カウント2ストライク3ボールから内野手全員をマウンドに集め、「次の球は力いっぱいのストレートを投げたい」と告げた。江川はそのとき、「ふざけるな、ここで負けたら終わりなんだからちゃんとストライクを入れろ」と言われることも覚悟していたというが、ナインから「春も夏もここまで来られたのはお前のおかげなんだから、お前の気の済むように投げればいいじゃないか」と笑顔で言われ、江川は心の靄がとれた。「ああ、このチームにいて本当に良かった」と思ったという。この直後、江川が投じた169球目の渾身のストレートは明らかに高く外れるボールで押し出し、0対1でサヨナラ負けとなった。
江川は超高校級の豪腕投手として驚異的な記録を残し、怪物の名をほしいままにした。甲子園の通算成績は6試合、4勝2敗（負けた2試合はいずれも自責点1での敗戦）、投球回数59回1/3、奪三振92（1試合平均15.3、奪三振率14.0）、自責点3、防御率0.46
江川の高校生活最後の大会となる10月14日開幕の千葉国体では、1回戦で同年夏の甲子園優勝校である広島商と激突、2安打17奪三振で1対0の完封勝ち。春の甲子園で敗れた雪辱を果たすとともに、改めて江川の実力を証明してみせた。準決勝の静岡高戦でも11奪三振無四球完封勝利。夏の甲子園で敗れた銚子商との再戦となった決勝戦でも先発したが、2回を投げて被安打2、2奪三振、自責点1で降板。江川に勝ち負けは付かなかったが、後続の投手が打たれて2対3で敗れ、銚子商に一矢を報いることは叶わず、作新学院は準優勝となった。結局、江川は高校時代に全国制覇を経験することができなかった。
1973年秋のドラフト会議（11月20日開催）で上田利治新監督率いる阪急ブレーブスから1位指名を受けるが、入団を拒否している。
江川は阪急の1位指名を蹴り、慶應義塾大学1校に進路を絞って受験したが、不合格となった。慶應大学不合格はこの日のNHKなど各テレビ局の昼のニュースのトップで報じるなど大きな話題となった。一高校生の大学受験結果がテレビのトップニュースになることは極めて異例のことである。慶應大以外を併願受験していなかった江川はその後、法政大学短期大学部（法政はすべての学部で入試が終了していたため）への入学を経て法政大学法学部二部法律学科へ転籍（のちに一部へ転部）。江川は慶應大不合格について、「日本史で、過去の出題傾向から第二次世界大戦以降を完全に捨ててかかったら、その年に限って近代史の問題が多く出題された」と分析している。一方で、この当時、私立大学不正入学問題（1968年・早大政経学部、南山大、1971年・愛知医科大、1973年・福岡歯科大、さらに江川より後になるが1976年・慶大商学部、1977年・中大商学部、1978年・松本歯科大、さらには自殺者まで出した1980年・早大商学部など）が立て続けに明らかになった。こうした私立大学入学に関する時代背景から世間やマスコミの中には少なからず疑心暗鬼の空気があった。ここで慶應1校に絞っていた江川を入学させると、江川と慶應大との間に裏取引があったのではと疑われる可能性があることから、「例年なら野球部セレクションによる加点があるが、この年に限って加点が行われなかった」という説がある。実際、この年の慶應大学は、慶應進学を強く熱望した堀場秀孝（一浪後慶大→プリンスホテル→広島）、中尾孝義（一浪後専大→プリンスホテル→中日）、植松精一（江川と現役で法大→阪神タイガース）などの有力選手も相次いで異例の不合格としている。
江川本人のYouTubeチャンネルによると中学時代から東京六大学での早慶戦の憧れが強く、野球部の早慶ルートがあるといわれている静岡高校や、埼玉県の進学校浦和高校、当時野球部が強豪であった大宮高校などを志望するも、親の転勤や、栃木県から埼玉県公立への越境受験ができず断念。栃木県の私立・作新学院の進学コースに入り、高校3年時には念願の早稲田大学の推薦入学を得る。しかし相前後して慶應大学関係者から勧誘があり、動機は未だ不明ながら父の強い一般受験への勧めもあり、慶大受験に切り替えた。江川当人は、早大入学で念願の早慶戦出場への切符を手に入れたのに、なぜわざわざ切り替えなければならないのかと訝しげながら了承したという（尚、バッテリーを組んだ小倉は早大へ進学）。以後、豊橋で開かれた慶大野球部の勉強合宿に参加し、社会科の受験科目も江川が手つかずだった日本史を有無を言わさず指定された。また、人影が引いた夜中に代ゼミで年配の名物講師から慶大の傾向と対策に日本史の特訓を受けたという。

### 大学時代
法政大学1年生の1974年秋から主力投手として東京六大学野球リーグ戦に登板。法大の同期には、植松精一、佃正樹（広島商→法大→三菱重工広島）、金光興二、楠原基（広島商→法大→日本生命）、島本啓次郎（箕島高→法大→巨人）、袴田英利（静岡自動車工→法大→ロッテ）、徳永利美ら甲子園を湧かせたスターら有望株が多数集まった。ライバルの早稲田大学には、山倉和博（東邦高→早大→巨人）、佐藤清（天理高→早大→日本生命）、白鳥重治（静岡高→早大→日産自動車）らが入学し、法大の「花の49年組」とともに神宮を湧かせた。なかでも山倉は南海ドラフト2位指名を蹴って早大に入学しており、江川が大学時代に最も恐れた打者の一人であり、のちに巨人でバッテリーを組むことになる。江川が入学した1974年の東京六大学春季リーグ戦は、前川善裕（東葛飾高→早大→日本鋼管）、吉沢俊幸（日大三高→早大→阪急）、松本匡史（報徳学園高→早大→巨人）、八木茂（興国高→早大→東芝→阪急）らを擁した早大が優勝、法大は3位に終わった。しかし、直後の新人戦の慶大戦では3失点5奪三振で完投勝利（自身も4安打）して優勝に貢献した。さらに、同1974年の秋季リーグ戦でも史上最年少（当時）で投手のベストナインを受賞するなど主戦投手として活躍。明治神宮大会でも決勝戦で中大3年・田村政雄と投げ合い、9回12奪三振ながら1本のソロ本塁打に泣き、0対1の完投敗戦ながら準優勝に貢献した。1976年から1977年の法大4連覇（4回とも対戦校すべてから勝ち点を奪う完全優勝）にエース、ときには5番打者として貢献した。なかでも1976年秋季リーグでは、投手は野手と比較して打席に立つ回数が少ないにも関わらず規定打席に到達、38打数13安打で打率.342（リーグ2位）、本塁打2本（リーグ2位）、打点10（リーグ1位）の好成績を挙げている。このときはもちろん法大の規定打席数以上の選手の中では3部門すべてにおいてトップであった。明治神宮大会では準決勝で駒大の森繁和に投げ勝ち、決勝ではリーグ戦2位で出場した早大を完封して優勝。通算47勝は山中正竹（法大）の48勝に次ぐ史上2位。1977年10月22日、対明大1回戦を5安打完封して47勝目を挙げた翌23日、リーグ最終戦の対明大2回戦に勝てば通算勝利で連盟タイ記録になったが、江川は「うちには投手は他にも沢山いますから」と、あっさり先発を鎗田英男に譲っている。通算17完封は連盟記録、ベストナインにも6度選ばれた。これは高田繁（明大→巨人）の7度に次いで、谷沢健一（早大→中日）の6度と並ぶ連盟2位の記録である。奪三振数（443個）も2002年秋に当時早大4年生だった和田毅（476個）に更新されるまでは歴代最多だった。4年秋の明治神宮大会では決勝戦で1年生の原辰徳を擁する東海大と対戦し、外野席を開放するなど球場が満員となった。遠藤一彦との投げ合いとなったが、9回には自ら本塁打を放つ活躍で完投勝利して連覇。また、江川は2年生で第4回日米大学野球選手権大会日本代表、3年生で第5回日米大学野球選手権大会日本代表、4年生で第6回日米大学野球選手権大会日本代表に選出されたが、同学年で3年生時の全日本大学野球選手権大会準決勝で江川と投げ合った東海大・遠藤一彦（のち大洋）は一度も同代表に選出されず、江川に対して強烈なライバル意識を持ったことがプロ入りする方向転換の要因となった。なお、当時のチームメイトには、1学年上に高代延博（智弁学園高→法大→東芝→日本ハム）、近鉄ドラフト6位を蹴って入学した佐々木正行（初芝高→法大→三協精機→大昭和製紙→ヤクルト）、船木千代美（のちにTDK監督として都市対抗野球で東北勢初の優勝を果たす）がいた。
2年生時には右肩を疲労骨折した。ただし、当時その事実は外部には伏せられ、六大学のリーグ戦にも通常通り登板していたため気づかれることはなく、プロ引退後にその事実が明かされた。江川によればそれ以後右肩の調子が100％に戻ることはなかったという。また、2年生秋の1975年9月21日対慶応2回戦では、前日に続いて連続先発し、4回を終わって6対2で法政リードの場面だったが、翌日以降の試合に備えて江川は降板。結果として「あと3人」抑えて5回を投げ切っていれば勝利投手となり、通算48勝となっていた（翌日も先発し、8失点ながら完投勝利）。
法大4年生時の1977年秋のドラフト会議（11月22日開催）では、法大の大先輩・根本陸夫新監督率いるクラウンライターライオンズからドラフト1位指名を受けるが、入団を拒否。江川は当時福岡市を本拠地としていたクラウンに対し、福岡は遠隔地という理由で断った。指名していた時点ではクラウンの西武鉄道身売り、埼玉への本拠地移転は決まっていなかった。このときのことをのちに江川は、「巨人がだめでも巨人と対戦でき、そして当時交際中だった（のちの）夫人が東京在住だったため、遠距離交際を避けられる在京セ・リーグ球団からの指名なら入団していただろう」と振り返っている。
しかし、実際のところは少し違うようである。江川は、実は「ライオンズに入団するつもりでいた」という。ところが、親類縁者から反対の声が起こった。「いろんな職業や事業をやっている親類にとって、ボクは〝希望の星〟だったんですよね。そんなボクが九州へ行く。それだけはやめてほしい。せめてテレビに映る在京のセ・リーグにと、親戚会議でおやじが説得されたんです。だから、1年浪人することに…」というのが真相であった。
大学卒業後は作新学院職員としてアメリカに留学。これは、大学から社会人野球チームに入団すると最低2年間はプロ野球入団が禁じられるため、社会人野球への選手登録をしないで翌年のプロ野球入団が可能な野球留学を選択したため。南カリフォルニア大学で練習し、実戦ではアラスカのサマーリーグにアンカレッジ所属として参加。成績は、5試合登板1勝3敗、防御率5.47だった。留学当時、クリス・スミス（のちヤクルト）がルームメイトで、江川にとって英語の先生役でもあった。
後年、江川は自らが主催するYouTube『江川卓のたかされ』でゲストの掛布雅之に対し、「アメリカから日本へ帰国する前日、向こうで打ち上げ会を開いたんです。その時〝どこに指名されてもプロに行きます〟と宣言するつもりだった。そしたら、パーティーの最中におやじから電話が入って。〝巨人に入団できそうだ〟って。そんなこと信じられない。本当にできるの？と何度も聞き返しましたよ」と打ち明けている。

### プロ入り時の騒動
1978年度ドラフト会議（11月22日開催）の2日前に急遽帰国した江川は、ドラフト会議前日の11月21日、（福岡野球から西武グループに譲渡されたライオンズの独占交渉権はドラフト会議前々日の11月20日をもって喪失したとの解釈で）巨人とドラフト外で電撃契約した（通称「空白の一日事件」）。セントラル・リーグ事務局は即時にこの契約を無効として江川の選手登録を却下したが、それに抗議した巨人は翌日のドラフト会議をボイコットした。当のドラフト会議では、巨人の抜け駆け契約に抗議する意味で南海、近鉄、ロッテ、阪神の4球団が江川を1位指名し、抽選の結果、阪神が江川との交渉権を獲得した。巨人は「全12球団が出席していないドラフト会議は無効である」と主張して、江川に対する阪神の交渉権を認めなかった。この問題はこじれにこじれたが、最終的に金子鋭コミッショナーの「強い要望」により、1979年1月31日、江川は交渉権を持つ阪神と契約を結び、一旦阪神に入団した上で、同日中に小林繁を相手とする交換トレードによって巨人に移籍することになった。この一件により、江川に対する世間の風当たりは強くなり、一気に悪役に仕立て上げられる。マスコミは大挙して江川を批判すると同時に、小林を悲劇のヒーローとして報道した。この経緯から、「エガワる」（周囲をかえりみず強引に自分の意見を押し通すこと）という造語が流行語にまでなった。また、1960年代に子供が好きだった物を並べた「巨人・大鵬・卵焼き」をもじって、嫌いな物として「江川・ピーマン・北の湖」という呼び方が揶揄的になされた。
巨人入団時に背番号19を提示されるも、さすがに小林繁の着けていた背番号なので拒否。昭和30年生まれにちなみ、空いていた背番号30を着ける。なお、阪神入団時の背番号は3である。これはたまたま阪神の3番があいていたこともあるが、巨人移籍後は（永久欠番のため）使用できない番号を故意に着けさせた阪神側のせめてもの抵抗とも受け取れる。ただし、引退時は引退記念登板（巨人対阪神のオープン戦）でライバルであった掛布雅之を打席に立たせるなど、阪神サイドも一定の配慮を見せている。
トレードは連盟に一旦受理されたものの、開幕以前のトレードを禁止とする野球協約に違反するとして批判が高まったために撤回され、シーズン開幕日の4月7日になって正式に巨人へ入団することとなった。

### プロ野球選手時代
自主トレ期間中は前年まで現役捕手だった矢沢正がパートナーを務めた。
開幕からの2か月間は一軍昇格を自粛する。デビュー戦となった1979年6月2日の対阪神戦では、敵将のドン・ブレイザー監督に球種を見抜かれ、リロイ・スタントン、若菜嘉晴、マイク・ラインバックに本塁打を打たれて敗戦投手。また、同月17日のプロ初勝利となった対広島戦では、試合中に鼻血を出すというハプニングで8回途中降板したが、その後は活躍を見せた。しかし、ルーキーイヤーの成績は9勝10敗の負け越しで、一桁の勝ち星に終わったことなどが影響し、13勝を挙げた藤沢公也（中日）に新人王をさらわれた。なお、4月17日の後楽園球場でのイースタン・リーグ・ロッテ戦では、二軍の試合としては異例ともいえる三万人以上の観客が江川目当てに集まり、江川は自身より2歳年上でプロ入り同期のルーキー・落合博満と対戦したが、初回に中堅越えの先制適時二塁打、3回にも左前の適時打を打たれた。江川は7月21日に横浜スタジアムで開催されたジュニアオールスターゲームにもオールイースタンのメンバーとして出場、3イニングを無安打4奪三振という見事な投球を見せたが、このときは勝ち越し本塁打を放った加倉一馬（西武）がMVPに選ばれ、江川は最優秀投手賞だった。この年のオフに地獄の伊東キャンプに参加する。
プロ2年目の1980年には、261回1/3を投げ、16勝、勝率.571、防御率2.48、219奪三振、18完投で、最多勝利と最多奪三振を獲得しベストナインも受賞するも、沢村賞は該当者なしにされた。
3年目の1981年には、240回1/3を投げ20勝6敗、勝率.769、防御率2.29、221奪三振、20完投で最多勝利、最優秀防御率、最多奪三振、最高勝率のタイトルを獲得、項目外の最多完封（7完封）も達成し、投手五冠王に輝き（日本プロ野球史上6人目、2リーグ分立後3人目）、チームを4年ぶりのリーグ優勝に導いた。最優秀選手に選出され、ベストナインも受賞したものの、沢村賞は同僚の西本聖の受賞となった（当時の沢村賞はプロ野球担当の新聞記者による投票で決定されていた）。勝ち星（江川20、西本18）、勝率（江川.769、西本.600）、防御率（江川2.29、西本2.58）、奪三振（江川221、西本126）、完投数（江川20、西本14）は江川が上、登板数（江川31、西本34）、投球回数（江川240回1/3、西本257回2/3）は西本が上だった。このことをきっかけに、巨人ファンやそれ以外のプロ野球ファンから同情の声が多く集まって、空白の一日事件から巨人入団までの顛末によるマイナスイメージが徐々に薄れて、イメージ的には「怪我の功名」となった。大正製薬、不二家などのCMにも出演。
その年の日本シリーズ（対戦相手は日本ハム）では第1戦、第4戦、第6戦の3試合に先発。第1戦は6回を投げて自責点4の敗勢で降板、その後チームが同点に追いつき敗戦投手は免れたものの、9回裏にリリーフエースの角三男が打たれてチームはサヨナラ負けを喫した。中3日で登板した第4戦は2失点完投勝利。さらに中3日で登板した第6戦（第5戦が雨のため1日順延）も3失点完投勝利で優勝。レギュラーシーズンに続き胴上げ投手となり、巨人を8年ぶりの日本一へ導いた。このとき、9回裏二死後の最後の打者であった五十嵐信一の飛球がマウンド上に上がった際に、普段通り投手に代わって捕球しようとする野手を制してウィニングボールを捕ったことを思い出としている。前年年俸1560万円からほぼ倍増の年俸3000万円で契約更改した。
1982年も263回1/3を投げ、19勝（リーグ2位）、勝率.613、防御率2.36（リーグ2位）、196奪三振（リーグ1位）、24完投（リーグ1位）を挙げる活躍で沢村賞選考基準項目のすべてを満たし最多奪三振を獲得するが、沢村賞には20勝を挙げて沢村賞選考基準項目のすべてを満たした北別府学（広島）が選出されたため、この年も沢村賞を獲得できなかった。勝ち星（江川19勝、北別府20勝）、勝率（江川.613、北別府.714）、登板数（江川31、北別府36）、投球回数（江川263回1/3、北別府267回1/3）は北別府が上だったが、防御率（江川2.36、北別府2.43）、奪三振（江川196、北別府184）、完投数（江川24、北別府19）は江川が上だった。結局、江川は沢村賞を獲得できないまま現役生活を終えることになる。この年の江川は9月28日の優勝を争っていた中日戦で9回まで4点をリードしながらこの回に同点に追いつかれて逆転負けを許したり、10月9日の最終戦の大洋戦で1勝すれば優位に立てる試合で勝てなかったりするなど、ここ一番で勝てない試合も多かった。しかし前述の活躍が評価され、日本人選手ではチーム1となる年俸4400万円で契約更改した。前年20勝しMVPにも輝いた1981年が江川の全盛期と語られる事が多いが、江川自身は夏までに限定すればオールスターまでに13勝を挙げていた、この1982年が一番調子が良かったと語っており、肩痛さえ発生しなければ「20(勝)は軽く超えて24～25勝したかも知れない。」と自身のYoutubeチャンネルで語っている。
1983年夏に再び右肩を痛める。鍼灸の治療などを受けてマウンドに立ち続けたが、スポーツ新聞などからは「百球肩」と揶揄されるようになった。江川はこの事実が知られることを恐れ、投球数を減らすように工夫し、チーム内でもトレーナー1人以外には知らせなかったという。しかし、この肩痛が最終的に江川を引退に追い込むことになる。この年は、レギュラーシーズン優勝決定時を含め3セーブを記録（江川がセーブを記録したのはこの年のみ）。
また、同年の西武との日本シリーズでは、シリーズ直前に右足ふくらはぎの肉離れを起こしていたため精彩を欠き、登板した第1戦（先発）、第6戦（リリーフ）で敗戦投手となり、第4戦（先発）でも江川自身に勝ち負けは付かなかったがチームは敗れた。同年オフ、堀内恒夫の現役引退に伴い、藤田元司と堀内が背負った背番号18への変更を打診されたが固辞している。
1984年は、ナゴヤ球場で行われたオールスターゲーム第3戦で捕手・中尾孝義（中日）とバッテリーを組み、8者連続奪三振を記録。このとき5人目の打者として対戦した落合博満（ロッテ）は、「球は現役投手で一番速い。なぜこれほどの投手が打たれるのかわからない」と述懐している。しかし、9人目に迎えた打者・大石大二郎（近鉄）への3球目にカーブを投げてバットに当てられてしまい、二塁ゴロとなり、1971年第1戦の江夏豊（阪神）に並ぶ9者連続奪三振はならなかった。同年9月16日の対広島戦（広島市民球場）では、先発して延長11回まで0点に抑えたが、12回裏一死無走者、打者・長嶋清幸の場面で158球目を打たれ、これが生涯初の被サヨナラ本塁打となり、自責点1の完投負けを喫した。しかしながら、同年のシーズンも通算2度目のリーグ最高勝率（.750）と通算4度目のリーグ最多完封を記録した。
1985年は右肩故障の影響でプロ入り以来最低の成績に終わったが、自チーム監督の王貞治が持っていた当時の年間最多本塁打記録（55本）に迫る阪神のランディ・バースに対し、他の巨人の投手が敬遠をする中で真っ向勝負をしている。そのことからバースは引退後に江川を最高の投手と評していた。
1985年のシーズンオフに中国鍼治療で復肩した江川は、新ストライクゾーンが導入された翌1986年は好調だった。だが、6月26日の対阪神戦で、7試合連続本塁打の日本タイ記録が掛かったバースに真っ向勝負を挑むも、最終打席で本塁打を許している。また、大阪スタヂアムで行われた7月20日のオールスターゲーム第2戦では4回からリリーフ登板、一死二塁で西武の高卒ルーキー・清原和博と初対決し（清原は代打で登場）、カウント2-1からストレートを投げて空振り三振に切って取った。また、前年から43%アップの年俸6300万円（推定）で契約更改した（実際の最高年俸は6000万円であったことを江川本人が後年明かしている）。
明くる年の1987年、神宮球場で行われた6月2日の対ヤクルト戦では、6回1/3を投げて自責点3で降板、江川自身に勝ち負けは付かなかったが、ヤクルトの4番で「怪物」といわれたボブ・ホーナーと初めて対戦。日米「怪物」対決は、ホーナーから3打席連続三振を奪った江川に軍配が上がった（試合は7対6で巨人勝利）。しかし、この年はその後の9月20日の対広島戦で、4番・小早川毅彦に2打席連続で本塁打を打たれ（シングルヒット1本を含めて猛打賞）、2本目の本塁打は逆転サヨナラツーランでこの日3失点（小早川の2本塁打によるもの）で完投しながら敗戦投手となり、江川は小早川がベースを一周する間ずっとマウンドに膝をついて呆然としたまま動くことが出来なかった。これをきっかけに、球団の慰留を押し切って現役を引退した。球団代表の長谷川実雄は、江川と「強い信頼関係、100％の信頼関係で結ばれている」「引退というものは、一芸に秀でた達人がその世界を去るということ。自由にしてあげるのが礼儀」として任意引退ではなく自由契約とした。
引退会見では、優勝のかかった対広島戦を前にして長年傷めていた右肩の故障が限界に達し、即効性があり一時的に力は回復するが投手生命を縮めるという、いわゆる「禁断のツボ」に鍼を打つ治療を受けたと語り、引退記者会見に出席した多くのスポーツ記者が、涙をにじませて語る江川の姿にもらい泣きした。しかし、鍼灸関係者から、鍼灸治療でそのような危険な治療方法があるかのような誤解と不安を与えたとの不満と抗議が起こり、そのようなツボが江川が主張した患部（肩胛骨）の裏にあるという事実も確認できなかったため、治療をした鍼灸医の姓名を明らかにするように、鍼灸医の団体から正式な抗議を受けた。この件に関しては、江川サイドから文章で謝罪することで一応の決着が計られたが、鍼灸医団体からの抗議自体が大手のマスコミではほとんど報じられなかった。のちに江川は、引退記者会見でテンションが高まったあまり、思わず口をついた作り話であることを認めた。
現役引退は1987年の春頃に既に考えていたとのことで、5月には夫人に同年限りで引退する考えを打ち明けている。『たかが江川されど江川』によると、同年5月13日、後楽園球場での阪神戦で、8回まで完封ペースだったが、木戸克彦の代打として登場したプロ入り通算0安打のルーキー・八木裕に100球目の投球をフルスイングで本塁打されたことにも大きなショックを受けたという。八木は同年オフ、長崎慶一の引退に伴い、江川も一時的に与えられた背番号3を与えられた。また、『巨人－阪神論』では、前年の1986年の時点で肩の痛みなどから引退を考えていたと述べ、入団初年に9勝で終わって以来、「一桁勝利で終わるようではプロ野球を続けちゃダメだ」と考えるようになり、1987年は13勝したものの翌年はたぶん一桁になると思ったことも引退を決めた原因であると述べている。上記の小早川の本塁打については、その日はここ数年で一番調子のいい日で、肩の痛みもなく、これで空振りが取れれば翌年もう一度2桁勝利が取れるという「賭け」として、キャッチャーは外角のサインを出していたが、敢えてそれを無視し、自ら完璧だと思って投げた勝負の内角ストレートを打たれたことで、その自信を失ったという。奇しくもこの年挙げた勝ち星は小林繁が引退した年と同じ13勝だった。ただし、江川の通算勝利数は小林の通算勝利数（139勝）より4勝下回る。
プロ野球人生最後の登板となった因縁の西武との1987年度日本シリーズにおいては、第3戦に先発投手として登板。好投を見せるも打線がそれに応えることができず、石毛宏典とジョージ・ブコビッチにソロ本塁打を打たれ、8回2失点（9回は水野雄仁が登板）で敗戦（最終スコアは1対2）。チーム自体も相手の組織力と隙のない野球の前に完敗を喫し（最終成績は2勝4敗）、最後の花道を飾ることはできなかった。
この年の8月に次年度の球団カレンダー用の写真撮影が行われた際には、カメラマンから桑田真澄との2ショットを依頼されたのに対し、のちに写真の差し替えで桑田に迷惑をかける可能性を考慮して、2ショットを拒否した。
シーズン終了後の球団納会では、長嶋茂雄の引退試合のコメント（「わが巨人軍は永久に不滅です」）をもじって「巨人軍選手会は永遠に不滅です」と最後の挨拶を行った。
1988年3月18日、東京ドームのこけら落としで江川卓の引退セレモニーが執り行われた。

### 現役引退後
引退後は、1988年から日本テレビ・ラジオ日本の野球解説者を務めた。1993年にはメガCD専用ソフト『江川卓のスーパーリーグCD』の開発にも関わり、1994年からは『スポーツうるぐす』のMC（2008年番組終了）、1996年からは『THE・サンデー』の“スポーツコメンテーター”を務め（2008年番組終了。この肩書は江川に初めて冠された）、2010年からは『Going！Sports＆News』の土曜日メインコメンテーターを2021年12月まで務めた。現在はナイター中継、主に巨人主催試合の解説を担当している。2003年春には法大野球部臨時コーチを務めた。2009年のヤクルト春季キャンプでは球界を代表するストッパーである五十嵐亮太の特別コーチを務め、2011年には千葉・鎌ケ谷で日本ハムの新人合同自主トレを視察、斎藤佑樹の投球を見て「北別府タイプになったら200勝近く勝つ」と分析した。
作家の草柳大蔵は著書『きれいな敬語羞かしい敬語』で、きれいな言葉で解説するプロ野球解説者として、豊田泰光や落合博満と並んで江川を挙げている。
『スポーツうるぐす』では、G1シーズンになると杉本清（以前は高橋源一郎）と競馬の予想を行っていたが、あまり当たらなかった（対象レースのほとんどで予想を外した年もあった）。
幾度となく巨人の監督候補に名前が挙がるものの、本人はそのたびに否定しているが、自身のテレビ番組でも巨人の監督が代わるニュースが大きく取り上げられる際は、他の出演者から「狙っていたんでしょ?」と声をかけられ、それらしいコメントを繰り返している。江川は2010年の対談で「（プロ野球の）監督になるかどうかはタイミング（そのときの環境）による」と述べている。同じ対談では、「自分は考えを譲れないタイプなのでコーチではユニホームを着ない」「年齢的に最後かなと思ったときには巨人以外のユニホームを着ることもあるかもしれない」とも話している。
2011年11月11日、2012年シーズンから江川を巨人一軍ヘッドコーチに起用すべく招聘する案が渡邉恒雄球団会長によって進められていたことが清武英利球団代表の記者会見で明らかになっているが、江川自身は球団側から正式な要請を受けていないとしており、仮にコーチの話を受けたとしても入団時の経緯もあり、この年の一軍ヘッドコーチである岡崎郁に迷惑を掛けられないので「受けないだろう」と江川は述べている。結果、岡崎は一軍ヘッドコーチ留任となり、江川の入閣は行われなかった（「清武の乱」参照）。
2015年10月、巨人の後任監督として検討された。
2022年1月、YouTubeチャンネル「江川卓のたかされ」を開設。チャンネル名は漫画家の本宮ひろ志と相談し、『たかが野球、されど野球』という意味で命名したという。

## 選手としての特徴
球種はスピンが効いた伸びのあるストレートと大きく鋭いカーブのみであり、投手としては非常に少ない。
江川の球速は高校時代に既にピークを迎えていたとも言われ、当時スピードガンはまだ無かったが、150km/hを超えていたのではないかと推定されている（プロ入り後の最速は151km/h）。スピードガンが各球場に導入された頃、江川のストレートの球速が135km/h前後と表示される記録映像が残っている。これについて掛布雅之、西本聖、槙原寛己など多数の人物が異口同音に「江川の球速が140km/hを下回ることはありえない」と証言、当時のスピードガンは精度が低く、数値の正確さには疑問があると指摘している。特に掛布は「最低でも150キロ、好調時は155キロ以上出ていただろう」と述べている。2021年12月4日のGoing!Sports&Newsにおいて、江川自身が最も速かったとする1981年の中塚政幸に投じたストレートの球速を分析したところ、158km/hと算出された。一方、現役時代の江川と対戦するような世代ではなかったアレックス・ラミレスは「当時のスピード今と比べちゃうと当然落ちるけど、145km/hとか148km/h位投げてるからあの当時なら相当速い」と、常時150km/h台説は肯定していなかった。またダルビッシュ有は「こういう前提で番組作るから『○○は170km/h出ていた!』みたいな番組ができるんですよね。んなわけない」と古い世代の投手の球速を誇張する風潮を快く思っていない。
江川が投じる速球の威力の高さは、投手としては指が短めだったこともその理由とされる。指が短めだったことは、スピンをかけるには有利だったが、フォークボールなどの変化球を投げるのには適さなかった。そのため、プロ入りまで変化球はカーブしか投げられなかった。掛布や高木豊の弁によると江川は手首の関節が非常に柔らかく、打席から見るとリリースの寸前まで手のひらが見えたという。この柔軟かつ強靭な手首によりボールに強烈なバックスピンを与え、江川独特の伸びのあるストレートが生まれたのではないかと高木は解説している。このことを掛布は「スピンが効いた独特のストレート」と評した。屋鋪要は「おそらく、まともなフォームで投げられないくらい短いはずです。手も小さいですし。もし江川さんの指が長くてフォークを投げられたら、もっとすごい投手になっていたんじゃないですか」と語っている。
1980年代では、スピンが効いたストレートは「球質が軽い」「長打を打たれやすい」などと呼ばれ軽視もされていた。
しかし2000年代に入り流体力学を使った解析により、バックスピン数が高いストレートは普通の直球よりも沈まず、打ちにくい球であることが判明した。
江川の浮き上がるようなストレートはこの効果によるものと考えられている。
変化球はカーブのみだけだが、「名手」と呼ばれるほどの威力があった。江川はプロ入り当初は抜くカーブだったが、肩を痛めてからはひねるカーブに変えたという。
1985年頃から投げ始めた「相手の腰を引かせるスライダー系のボール」、コシヒカリが話題になり、本当にコシヒカリが贈られてきたエピソードがある。このことに味をしめた江川は、今度はメロンを貰おうと「相手のマスク（顔）をメロメロにしてしまう顔の前を通すボール」、マスクメロンを開発している。現役時代のライバルだった掛布雅之は、「ストレートへの強いこだわりを持ったボールを感じさせてくれる」唯一の投手だったと述べている。
阪神のランディ・バースが55本塁打や7試合連続本塁打などで王貞治の記録に迫ったとき、逃げ腰の巨人投手陣の中にあって勝負を挑んだのは既述の通りだが、バースが2年連続三冠王を獲得した1985年と1986年において、1985年は被本塁打0、1986年の被本塁打も7試合連続となった本塁打と連続試合打点記録更新中の最後の試合（13試合目）で打たれた2本だけであった。江川の引退時、バースは江川を「日本、アメリカを通じて今まで対戦した中で最高の投手」と讃えている。
9回を完投するため、中心打者には「最高出力」まで上げ、下位打線の選手にはコントロール重視とするなど、メリハリをつけていた。9回に全力の投球で三者三振を取ることを「やっぱり打てない」という印象を与えるという点で重視し、そのために7回・8回は少し力を落としたと述べている。現役時代にチームメイトだった篠塚和典は「江川さんにはギアがある」と表現しており、「試合の中でここぞという時、特に主力打者と対戦する時はトップギアに入れた。あの大きな体が更に一回り大きく見えた」と述懐している。
江川は与死球が極めて少なく、これは高校時代、自らが頭部死球を受けた経験から厳しく内角を攻めることにためらいを見せたためと語っている。江川自身は、捕手が構えたままのギリギリのコースに投げることができたため、わざと打者の体の近くには投げることはしなかったとも述べている。また与四球も少ない。江川の場合、豪速球で圧倒できた全盛期の与四球が非常に少ないのが目立っている。江川はボール球を投げること自体が嫌いだったと述べており、当時の巨人ではカウント2ストライクノーボールからヒットを打たれると罰金を取られたため、捕手からの懇願でその場合は仕方なくボール球を投げていたという。一般的に速球派投手はコントロールが悪いことが多いが、江川はそれにあてはまらず、コントロール面も卓越したものであったことがうかがえる。
被本塁打が多く、「一発病」といわれた投手の1人であり、本塁打を打たれた際、マウンド上で両手を腰に当てながら首を捻るシーンがよく見られた。1982年はリーグ最多の36本塁打を打たれた。9イニングあたりの被本塁打は通算で1.23本である。
江川はクイックを行わない投手であったことで知られ、屋鋪要は「江川さんが投げている時の盗塁成功率は100％に近いんじゃないかな。ランナー無視ですから、余裕で走れるわけですよ。逆に、どれだけ自分の右腕に自信があったってことですよね」と証言している。
上記の通り、デビューした対阪神戦では敗戦投手になったが、その後は阪神キラーとなり、対阪神戦通算36勝（18敗）を挙げた。これは通算135勝の1/4強を占める。逆に小林繁は阪神に移籍した1979年こそ対巨人戦8勝0敗と意地を見せたが、その後は引退までの4シーズンで対巨人戦5勝15敗と対照的な結果になった。入団2年目の1980年8月16日、対阪神戦（後楽園球場）での小林繁との初対決では、打撃でも小林から決勝適時打を放つ活躍で、3失点完投勝利を収めている。のちに、「プロ野球でやっていく中で絶対に負けられない試合は数試合しかないだろうが、その中の一つがその試合だと思って試合に臨んだ」と懐述している。
打撃の優れた投手としても知られているが、初安打はデビューから36打席目だった。プロ入り最初の打席で、阪神の山本和行が初球に投げたストレートがあまり速くなかったため、「プロってこんなレベルか」と思っていたところ、そのあと「打ちごろ」と見て振った球をいずれも空振りして三振を喫した。江川はそれがフォークボールであったと気づき、「これはやばいぞ。プロはこんな高いレベルなのか」と思ったと回想している。

## 人物
少年時代の写真に笑顔で写っているものはない。それは父親から「写真は真顔でとられろ」と言われたからである。
裕福な少年時代を送っていたわけではないが、父親が財産の管理が上手かったことから、年2回の旅行を行えたり、電化製品をそろえることができるなど、物資には全く不自由しなかったとのこと。
幼い頃に父に背負われて散歩に出かけた際、背負われたまま崖の下を覗かされたことが原因で、極度の高所恐怖症となった。そのため妻が元客室乗務員でありながら飛行機嫌いであり、国内の移動はどんなに時間がかかってもいつも鉄道などを用いている（妻との馴れ初めは、江川が米国開催の日米大学野球選手権大会に出場するため、やむを得ず飛行機に乗っていて青くなっているところを、客室乗務員だった妻が親切にしてくれたことである）。かつて巨人の北海道遠征の取材で東京→盛岡→青森→函館→札幌と一日かけて陸路を乗り継ぎながら出かけたほか、宮崎キャンプの取材でも東京→博多→新八代→鹿児島中央と乗り継ぎ、車で宮崎入りするなど、時間がかかっても陸路移動にこだわっている。現役時はまだ青函トンネルが開通しておらず、チームの北海道遠征時は登板がある場合のみ飛行機を利用したが、自らの登板予定がないときはチームに帯同せず東京に残った（江川が引退した翌年、1988年に青函トンネル開通）。松山でのオールスターゲームを取材したときでも、松山→岡山→東京と乗り継いで帰京したために、翌朝の『ザ・サンデー』のエンディングで江川は既に松山を発ったとのフリップが出ていた（同行した女子アナは松山市内でゆっくり買い物をした後に飛行機で帰京し、江川より先に東京に到着した）。陸路がない沖縄へキャンプ取材する際も、時間に余裕があるときは鹿児島から24時間かけてフェリーで沖縄に移動するほどである。横浜DeNAベイスターズの春季キャンプの取材で沖縄に行った際、このときはさすがに飛行機には乗ったが、中畑清監督に「どうやって来たの? 潜水艦でも乗ってきたの?」といわれてしまい、名球会のハワイでの取材時にも長嶋茂雄から「江川さん、よく飛行機に乗れましたね」といわれたほどである。飛行機嫌いの一因には幼少時代の体験だけでなく、現役時代に発生した日本航空123便墜落事故も影響しているといわれている。この事故で同じ球界関係者である阪神タイガース・中埜肇球団社長も犠牲になっていたため、球界全体にも大きな衝撃を与えていた。
大学時代、後の夫人となる女性と交際していたときにデートと東京六大学の試合の登板予定が重なると、待ち合わせ時間として「試合開始から何時間後」というように時間を指定していたという。夫人によれば、指定した待ち合わせ時間に遅れることはほとんどなく、逆に試合の進行が早すぎると、わざと遊び球を投げて時間調整をしていたほどであった。
現役時代から財テクに精を出し、不動産投機で大失敗して多額の借金を背負う。「投げる不動産王」とも呼ばれた。プロ入り直後には契約金を使って土地を購入したところ、予定納税のことをすっかり失念していたために資金繰りに窮し、結局土地を手放さざるを得なくなるなど、投資に関する失敗談も多い。この他、一時は第一不動産（のちのエフ・アール・イー、2007年1月に破産）や、東京ベイホテル東急の運営会社の役員にも名前を連ねていた。なお、同様の呼び名は桑田真澄にもあったが、こちらは本人が直接作った借金ではない。
現役引退の年、自宅に近い横浜市緑区霧が丘に喫茶店「きりんこ」を開店した。元々は巨人で打撃投手をしていた同僚が転職を考えているという話を聞き、その支援目的で当時近所に住んでいた黒澤久雄や羽川豊らと共同で出資したのがオープンのきっかけだったという。しかし、住宅地で回りにほとんど店が無いこと、すぐ隣に老舗の喫茶店があったことなどから、数年で閉店。その後駐車場となっており、建物の遺構の一部が駐車場の壁として残っている。
本人曰く「成金趣味」に結構な金額を費やしている。一時はワインにはまっていたほか、ゴルフ好きが昂じて純銀パターを特注で作らせたこともある。それらの贅沢には「ストレス発散」の意味合いもあったという。
テレビでの野球中継において選手を呼び捨てにしている解説者が多い中、江川は基本的に呼び捨てはせず「○○選手」「○○投手」といった呼称を付けている。
ワイン好きで「ワインタレント」として知られ、ワインに関する著作があり、名誉ソムリエの資格も持っている。
遠縁に元タレント・女優の江川有未がいる。

## 西本聖とのライバル関係
現役時代の江川のライバルとして西本聖がいる。元々は「空白の一日事件」で江川が巨人に入団した際、球団が先発ローテーションの一角を無条件で江川に与えたため、ドラフト外から這い上がって先発ローテーション枠をつかみかけていた西本が一方的に江川をライバル視していたが、沢村賞の一件以降、江川も西本を「唯一のライバル」として意識するようになった。食事はもちろん、新聞や雑誌などの取材でも頑なに二人での取材を避けたという。二人にまつわる逸話として、以下のようなものがある。
- 投球練習の際にお互いに意地になって330球以上も投球した。
- お互いが先発している試合で「頼むから打たれてくれ」と思っていた。
- 1983年、西武ライオンズとの日本シリーズ第6戦で抑えに自分が登板すると思っていたところ、第7戦先発予定の西本が呼ばれたため緊張の糸が切れてしまった（9回に西本が同点に追いつかれ、10回に江川が登板するもサヨナラ負けを喫した）。
- 1980年から1987年まで交互に4回ずつ開幕投手を務めたが、江川の年はいずれもチームは優勝していない（西本の年は3回優勝）[† 27]。
- 江川が入団した1979年から引退する1987年までの9年間において、シーズン勝利数で西本が江川を上回った年は1度もない（1984年のみ同じ15勝だが、西本が11敗しているのに対し江川は5敗だった）。

ただし、引退後は同じ伊東会のメンバーとしてお互いに親交を深めている。

## 人間関係
好敵手であった掛布雅之とは、現役時代にはオールスターゲームの際に言葉を交わす程度であったが、掛布の引退後に解説者として仕事をともにするようになってから親交を深めた。
巨人入団の際に小林繁に迷惑をかけたことに対して負い目を感じていた江川は、恨みの感情がありながら江川の気持ちを察していた小林とは、お互いを避けるような形になっていた。そんな時巨人入団3年目の1981年（昭和56年）、江川は都内のステーキハウスでばったり小林に出会った。向こうのテーブルまで「おわびに行こう」と席を立った時、それに気づいた小林がうなずいて手で制した。江川は、「もう分かったから、来なくてもいいよ。そう言われたような気がした」という。
以降は引退後もほとんど会話がなかったが、2007年10月12日からオンエアされた黄桜のCMで江川と小林は対談という形で共演した。リハーサルもなく撮影された中で、小林が、「しんどかったやろなぁ。俺もしんどかったけどな！二人ともしんどかった」と江川に語りかけた。のちに江川は「この対談で初めてお互いのわだかまりが取れた」と語っている。
また、「小林さんから『お互いに大変だったなぁ』という言葉をいただいた時、すごくホッとしたのを覚えています。撮影が終わると『元気でやれよ』と声を掛けられて…。それが最後の小林さんの言葉です」とも語っている。

## 詳細情報

### 年度別投手成績
| 年 度     | 球 団     | 登 板 | 先 発 | 完 投 | 完 封 | 無 四 球 | 勝 利 | 敗 戦 | セ 丨 ブ | ホ 丨 ル ド | 勝 率 | 打 者 | 投 球 回 | 被 安 打 | 被 本 塁 打 | 与 四 球 | 敬 遠 | 与 死 球 | 奪 三 振 | 暴 投 | ボ 丨 ク | 失 点 | 自 責 点 | 防 御 率 | W H I P |
| --------- | --------- | ----- | ----- | ----- | ----- | -------- | ----- | ----- | -------- | ----------- | ----- | ----- | -------- | -------- | ----------- | -------- | ----- | -------- | -------- | ----- | -------- | ----- | -------- | -------- | ------- |
| 1979      | 巨人      | 27    | 23    | 7     | 2     | 1        | 9     | 10    | 0        | --          | .474  | 653   | 161.0    | 132      | 22          | 50       | 3     | 0        | 138      | 0     | 1        | 57    | 50       | 2.80     | 1.13    |
| 1980      | 巨人      | 34    | 34    | 18    | 5     | 2        | 16    | 12    | 0        | --          | .571  | 1055  | 261.1    | 226      | 34          | 60       | 5     | 2        | 219      | 0     | 0        | 88    | 72       | 2.48     | 1.09    |
| 1981      | 巨人      | 31    | 30    | 20    | 7     | 3        | 20    | 6     | 0        | --          | .769  | 931   | 240.1    | 187      | 27          | 38       | 2     | 4        | 221      | 0     | 1        | 68    | 61       | 2.29     | 0.94    |
| 1982      | 巨人      | 31    | 31    | 24    | 6     | 10       | 19    | 12    | 0        | --          | .613  | 994   | 263.1    | 200      | 36          | 24       | 2     | 3        | 196      | 0     | 0        | 77    | 69       | 2.36     | 0.85    |
| 1983      | 巨人      | 33    | 29    | 10    | 2     | 2        | 16    | 9     | 3        | --          | .640  | 883   | 217.2    | 187      | 27          | 59       | 5     | 2        | 131      | 1     | 0        | 83    | 79       | 3.27     | 1.13    |
| 1984      | 巨人      | 28    | 28    | 13    | 3     | 2        | 15    | 5     | 0        | --          | .750  | 782   | 186.0    | 186      | 20          | 58       | 4     | 3        | 112      | 0     | 0        | 80    | 72       | 3.48     | 1.31    |
| 1985      | 巨人      | 30    | 26    | 3     | 1     | 0        | 11    | 7     | 0        | --          | .611  | 735   | 167.0    | 188      | 34          | 56       | 2     | 3        | 117      | 1     | 0        | 102   | 98       | 5.28     | 1.46    |
| 1986      | 巨人      | 26    | 26    | 8     | 1     | 2        | 16    | 6     | 0        | --          | .727  | 791   | 194.0    | 172      | 27          | 49       | 4     | 4        | 119      | 1     | 1        | 64    | 58       | 2.69     | 1.14    |
| 1987      | 巨人      | 26    | 25    | 7     | 0     | 1        | 13    | 5     | 0        | --          | .722  | 685   | 166.2    | 150      | 26          | 49       | 6     | 2        | 113      | 1     | 0        | 71    | 65       | 3.51     | 1.19    |
| 通算：9年 | 通算：9年 | 266   | 252   | 110   | 27    | 23       | 135   | 72    | 3        | --          | .652  | 7509  | 1857.1   | 1628     | 253         | 443      | 33    | 23       | 1366     | 4     | 3        | 690   | 624      | 3.02     | 1.12    |

- 各年度の太字はリーグ最高

### タイトル
- 最多勝利：2回（1980年、1981年）※2年連続はセ・リーグ最長タイ記録（他は金田正一、権藤博、村山実、平松政次、遠藤一彦、斎藤雅樹、山本昌、セス・グライシンガー、内海哲也、菅野智之、青柳晃洋）
- 最優秀防御率：1回（1981年）
- 最多奪三振：3回（1980年、1981年、1982年） ※当時連盟表彰なし、3年連続は江夏豊に次ぐセ・リーグ2位タイ[† 28]
- 最高勝率：2回（1981年、1984年） ※当時連盟表彰なし[† 29] セ・リーグ5位タイ

### 表彰
- 最優秀選手：1回（1981年）
- ベストナイン：2回（1980年、1981年）
- 月間MVP：2回（1981年7月、1981年8月）
- 最優秀投手：2回（1980年、1981年）
- 日本シリーズ優秀選手賞：1回（1981年）
- オールスターゲームMVP：1回（1984年第3戦）
- 後楽園MVP賞：1回（1980年）
- ジュニアオールスターゲーム最優秀投手賞：1回（1979年）
- 報知プロスポーツ大賞：1回（1981年）

### 記録
初記録
- 初登板・初先発：1979年6月2日、対阪神タイガース11回戦（後楽園球場）、8回5失点で敗戦投手
- 初奪三振：同上、1回表にマイク・ラインバックから
- 初勝利・初先発勝利：1979年6月17日、対広島東洋カープ11回戦（後楽園球場）、7回1/3を1失点（自責点0）
- 初完投勝利：1979年8月14日、対阪神タイガース21回戦（後楽園球場）、9回1失点
- 初完封勝利：1979年8月26日、対広島東洋カープ19回戦（後楽園球場）
- 初セーブ：1983年7月29日、対広島東洋カープ16回戦（広島市民球場）、8回裏一死に3番手で救援登板・完了、1回2/3を無失点

節目の記録
- 1000投球回：1983年6月14日、対阪神タイガース10回戦（後楽園球場）、1回表二死に達成
- 1000奪三振：1984年9月9日、対ヤクルトスワローズ25回戦（後楽園球場）、2回表に玄岡正充から ※史上69人目
- 100勝：1985年6月4日、対阪神タイガース10回戦（阪神甲子園球場）、先発登板で6回2/3を6失点 ※史上88人目
- 1500投球回：1986年4月4日、対ヤクルトスワローズ1回戦（後楽園球場）、4回表一死に達成

その他の記録
- 投手三冠王：1回（1981年）※史上13人目
- 投手4冠：1回（1981年）※史上8人目、昭和最後
- 投手5冠：1回（1981年）※史上6人目
- シーズン10無四死球試合（1982年） ※セ・リーグ記録
- オールスターゲーム出場：8回（ファン投票選出：1982年、1985年／監督推薦：1980年、1981年、1983年、1984年、1986年、1987年）

### 背番号
- 3（1979年）- 阪神タイガース
- 30（1979年 - 1987年）- 読売ジャイアンツ

## 著書
- 『たかが江川されど江川』（玉置肇・永瀬郷太郎・西村欣也との共著、新潮社、1988年） ISBN 4103703016
1991年に新潮文庫で再刊。ISBN 4101212112 - 電子書籍で再刊
  - 本書をもとに本宮ひろ志が漫画化したのが『実録たかされ』（全3巻）である。電子書籍で再刊
- 『夢ワイン』（講談社、1997年） ISBN 4062087111
- 『マウンドの心理学』（ザ・マサダ、2001年） ISBN 4883970701
- 『江川流マウンドの心理学―野球の面白さ100倍！駆け引きバイブル』（廣済堂文庫、2003年） ISBN 4331653420
- 『巨人－阪神論』（掛布雅之との共著[† 30]、角川書店・角川oneテーマ21新書、2010年）ISBN 4047102342
- 『巨人論』（SBクリエイティブ・SB新書、2023年） ISBN 4815619875。電子書籍も刊

## 関連情報

### 関連書籍
- 『巨人の星への道―父子鷹、江川と原の真実』（岡邦行著、日本文化出版、1985年） ISBN 4931033504
- 『豪球列伝』（Sports Graphic Number編、文春文庫ビジュアル版、1986年） ISBN 4168108023
- 『日本野球25人 私のベストゲーム』（Sports Graphic Number編、文藝春秋、2008年） ISBN 4167713268
- 『真実の一球―怪物・江川卓はなぜ史上最高と呼ばれるのか』（松井優史著、竹書房、2009年） ISBN 4812439086
- 『江川卓が怪物になった日』（松井優史著、竹書房文庫、2014年） ISBN 4812499151

### 江川卓を題材とした作品
- 詩 「雨に散る江川投手」（作：サトウハチロー）[86]。
  - 1973年の夏の甲子園、対銚子商業戦で、雨の中延長戦で押し出し四球により敗れた江川の姿を見て作られた。この詩の中でハチローは、自分は雨を愛したがこれからは雨に関する詩を作るのをやめると詠った。ハチローが亡くなる3か月ほど前のことである。
- 漫画 『江川と西本』（作：森高夕次、画：星野泰視）
  - ビッグコミックスペリオール（小学館）にて2014年10月24日号から2019年5月24日号まで連載。江川と西本のライバル関係を描くスポーツ漫画。

### 江川およびその家族に由来する命名
- ゆでたまご原作のプロレス漫画『キン肉マン』の主人公「キン肉スグル」の名前は江川にちなんだものだといわれている。また、兄の「キン肉アタル（＝キン肉マン・ソルジャー）」の名前も江川の実弟、中（あたる）に同じ。父母の名前も同じ[68]。
- 高橋留美子の漫画『うる星やつら』の主人公である諸星あたるの「あたる」も江川の実弟に由来する命名である[87]。
- 水島新司の漫画『ドカベン』の登場人物で「江川学院」の投手「中二美夫（あたる・ふみお）」も同様で、「中」は江川の弟の名前、「二美夫」は江川の父の名前である。水島はプロ入り前より江川と親交があり、江川事件当時は自宅に江川を匿ったこともあった。
- 江口寿史の漫画『すすめ!パイレーツ』の登場人物で千葉パイレーツの投手「江原卓徳」は、江川と原辰徳をかけ合わせた名前であり、キャラクターの造形はクラウンにドラフトで指名された頃の江川に近かった。「どうして僕はこんな球団に入っちゃったんでしょうね!?」が口癖。なお、この作品にはのちに江川自身も登場している。

## 出演

### テレビ・ラジオ
情報番組
| 期間           | 期間           | 番組名                                         | 役職                       | 備考 |
| -------------- | -------------- | ---------------------------------------------- | -------------------------- | --- |
| 1992年10月4日  | 2008年9月28日  | THE・サンデー（日本テレビ）                    | コメンテーター             | 一時期は、番組コーナーのみに出演していた                                                                                           |
| 1993年10月23日 | 1995年2月28日  | なんだろう!?大情報!（日本テレビ系）            | 司会                       | |
| 1994年4月2日   | 2010年3月28日  | スポーツうるぐす→SUPERうるぐす（日本テレビ系） | 進行キャスター             | |
| 2010年4月3日   | 2021年12月25日 | Going！Sports＆News（日本テレビ系）            | 番組解説でのコメンテーター | 番組開始から1年は両日（土・日曜日）とも出演していたが、2011年4月3日から2020年3月29日まで日曜日、同年4月4日から土曜日へと出演を縮小 |

バラエティ・スポーツ関連・特別番組・ラジオ
- DRAMATIC BASEBALL（日本テレビ系）- 解説
- PU-PU-PU-（TBS系、小峰政男役）
- マジカル頭脳パワー!!（日本テレビ系、準レギュラー解答者）
- どちら様も!!笑ってヨロシク（日本テレビ系、レギュラー解答者、1993年4月-1996年6月）
- クイズ世界はSHOW by ショーバイ!!（日本テレビ系、準レギュラー解答者）
- TVマンモス（日本テレビ系、和田アキ子とともに司会）
- クイズ日本昔がおもしろい（TBS系、レギュラー解答者）
- こちら夢スタジアム（日本テレビ系、コメンテーター）
- 面白スタジアム（日本テレビ系、司会）
- 上岡龍太郎にはダマされないぞ!（フジテレビ系、レギュラー）
- 江川・掛布のゴルフ巨人×阪神戦（読売テレビ）
- 江川卓・渡辺満里奈の食べちゃえ（日本テレビ系）
- 勇者のスタジアム・プロ野球好珍プレー（日本テレビ系、司会）
- 江川の食卓（TBS系、MC）
- ラジオ日本ジャイアンツナイター（ラジオ日本） - 解説

### 映画
- 耳をすませば（スタジオジブリ） ‐ プロ野球解説者役の声優として出演。なお、実況アナウンサー役は小川光明。

### CM
- 不二家「ネクター」「ザ・ニューヨーク」「ピーナッツチョコレート」
- 大正製薬「メンフラハップ」
- 熱海後楽園ホテル
- 読売新聞社「読売住宅案内」（1983年、山倉和博と共演）
- カネボウ
- ワールド・ゴールド・カウンシル
- モンデリーズ・ジャパン「ホールズ」[88]
- チーム・マイナス6%[88]
- 黄桜 - 「和解の酒」（小林繁と共演）[88]
- サントリーフーズ「烏龍茶」[88]
- サントリー「ザ・プレミアム・モルツ」[88]

ほか

### PV
- 慎吾ママのおはロック（2000年）